# Seznam dílů seriálu Gabby Duran & neposedové
Toto je seznam dílů seriálu Gabby Duran & neposedové.

## Přehled řad
| Řada | Díly | Premiéra v USA | Premiéra v USA     | Premiéra v ČR      | Premiéra v ČR     |
| Řada | Díly | První díl      | Poslední díl       | První díl          | Poslední díl      |
| ---- | ---- | -------------- | ------------------ | ------------------ | ----------------- |
| 1    | 20   | 11. října 2019 | 20. března 2020    | 18. května 2020    | 23. září 2020     |
| 2    | 21   | 4. června 2021 | 26. listopadu 2021 | 29. listopadu 2021 | 24. prosince 2021 |

## Seznam dílů

### První řada (2019–2020)
| Č. v seriálu | Č. v řadě | Původní název                                | Český název                                    | Režie               | Scénář                                       | Premiéra v USA     | Premiéra v ČR                                | Prod. kód |
| ------------ | --------- | -------------------------------------------- | ---------------------------------------------- | ------------------- | -------------------------------------------- | ------------------ | -------------------------------------------- | --------- |
| 1            | 1         | So Your Gor-Monite Child Is Going to Explode | Vaše Gormonské dítě nejspíš exploduje          | Nzingha Stewart     | Mike Alber a Gabe Snyder                     | 11. října 2019     | 18. května 2020                              | 101       |
| 2            | 2         | Wesley and the Fischman                      | Wesley a Fishman                               | Joe Nussbaum        | Mike Alber a Gabe Snyder                     | 18. října 2019     | 19. května 2020                              | 102       |
| 3            | 3         | Crybaby Duran                                | Ufňukánek Duranová                             | Joe Nussbaum        | Heather Mathious a Linda MacGillvray         | 25. října 2019     | 20. května 2020                              | 103       |
| 4            | 4         | Crushin' It                                  | bude oznámeno                                  | Sean McNamara       | Lacey Dyer a Julia Layton                    | 1. listopadu 2019  | 19. června 2021                              | 106       |
| 5            | 5         | Olivia Gone Wild                             | Olivie zešílela                                | Keith Samples       | Adam Aseraf a Hunter Cope                    | 15. listopadu 2019 | 21. května 2020                              | 104       |
| 6            | 6         | Día de la Dina                               | Dia De La Dina                                 | Sean McNamara       | Eugene Garcia-Cross                          | 22. listopadu 2019 | 22. května 2020                              | 107       |
| 7            | 7         | The Darkness                                 | Temnota                                        | Leslie Kolins Small | Ben Glass                                    | 29. listopadu 2019 | 25. května 2020                              | 108       |
| 8            | 8         | It's Christmas, Gabby Duran!                 | Jsou Vánoce, Gabby!                            | Joe Nussbaum        | Huong Nguyen                                 | 6. prosince 2019   | 14. září 2020                                | 112       |
| 9            | 9         | The Party King and Timbuk, Too               | Timbuk chce být také králem párty              | Keith Samples       | Mike Alber a Gabe Snyder                     | 13. prosince 2019  | 26. května 2020                              | 105       |
| 10           | 10        | Sky's First Youth Overnight Sleeping Event   | Sky pořádá první přespávací akci pro mladistvé | Leslie Kolins Small | Veronica Rodriguez                           | 10. ledna 2020     | 27. května 2020                              | 109       |
| 11           | 11        | Wesley Jr.                                   | Wesley Junior                                  | Jon Rosenbaum       | Mike Alber a Gabe Snyder                     | 17. ledna 2020     | 28. května 2020                              | 110       |
| 12           | 12        | The Note                                     | Dopis                                          | Jon Rosenbaum       | Hunter Cope a Adam Aseraf                    | 24. ledna 2020     | 14. září 2020                                | 111       |
| 13           | 13        | Gabby Duran: Genius                          | bude oznámeno                                  | Joe Nussbaum        | Linda Mathious a Heather MacGillvray         | 31. ledna 2020     | 27. června 2021                              | 113       |
| 14           | 14        | Who Is Joey Panther?                         | Kdo je Joey Panther?                           | Leslie Kolins Small | Lacey Dyer a Julia Layton                    | 14. února 2020     | 15. září 2020                                | 114       |
| 15           | 15        | Fake News                                    | Falešné zprávy                                 | Leslie Kolins Small | Mike Alber a Gabe Snyder                     | 21. února 2020     | 16. září 2020                                | 115       |
| 16           | 16        | Vortex & Night Train                         | Vír a Nočka                                    | Nimisha Mukerji     | Eugene Garcia-Cross                          | 28. února 2020     | 17. září 2020                                | 116       |
| 17           | 17        | Tailoring Swift                              | Oblek ze Swifta                                | Leslie Kolins Small | Lacey Dyer a Julia Layton                    | 6. března 2020     | 18. září 2020                                | 117       |
| 18           | 18        | Warm, Thick, and Saucy                       | Hutné, chutné a šťavnaté                       | Siobhan Devine      | Ross Zimmerman                               | 13. března 2020    | 21. září 2020                                | 118       |
| 19-20        | 19-20     | Enter the Dranis                             | Seznamte se s Dranis                           | Joe Nussbaum        | Veronica Rodriguez, Mike Alber a Gabe Snyder | 20. března 2020    | 22. září 2020 (1.část)23. září 2020 (2.část) | 119-120   |

### Druhá řada (2021)
| Č. v seriálu | Č. v řadě | Původní název                     | Český název   | Režie                              | Scénář                                             | Premiéra v USA     | Premiéra v ČR      | Prod. kód |
| ------------ | --------- | --------------------------------- | ------------- | ---------------------------------- | -------------------------------------------------- | ------------------ | ------------------ | --------- |
| 21           | 1         | Mom Wipes                         | bude oznámeno | Joe Nussbaum                       | Mike Alber a Gabe Snyder                           | 4. června 2021     | 29. listopadu 2021 | 201       |
| 22           | 2         | Gabby's First Break               | bude oznámeno | Joe Nussbaum                       | Hunter Cope a Adam Aseraf                          | 11. června 2021    | 30. listopadu 2021 | 202       |
| 23           | 3         | The Vibe                          | bude oznámeno | Jon Rosenbaum                      | Veronica Rodriguez                                 | 18. června 2021    | 1. prosince 2021   | 203       |
| 24           | 4         | Ratita and the Ultras             | bude oznámeno | Jon Rosenbaum                      | Ben Glass                                          | 25. června 2021    | 2. prosince 2021   | 204       |
| 25           | 5         | Mimi from Miami                   | bude oznámeno | Leslie Kolins Small a Joe Nussbaum | Danya Jimenez a Hannah McMechan                    | 2. července 2021   | 3. prosince 2021   | 205       |
| 26           | 6         | The Mile                          | bude oznámeno | Nimisha Mukerji                    | Mike Alber a Gabe Snyder                           | 9. července 2021   | 6. prosince 2021   | 207       |
| 27           | 7         | Dude, Where's My House?           | bude oznámeno | Nimasha Mukerji                    | Annie Nishida                                      | 16. července 2021  | 7. prosince 2021   | 208       |
| 28           | 8         | A Song of Gabby & Susie           | bude oznámeno | Veronica Rodriguez                 | Paige Pearl                                        | 30. července 2021  | 8. prosince 2021   | 209       |
| 29           | 9         | The Bubble                        | bude oznámeno | Veronica Rodriguez                 | Sheela Shrinivas                                   | 6. srpna 2021      | 9. prosince 2021   | 210       |
| 30           | 10        | GOAT of the Month                 | bude oznámeno | Jon Rosenbaum                      | Lacey Dyer a Julia Layton                          | 6. srpna 2021      | 10. prosince 2021  | 211       |
| 31           | 11        | Welcome to the Club               | bude oznámeno | Nimisha Mukerji                    | David Ramirez                                      | 17. září 2021      | 13. prosince 2021  | 217       |
| 32           | 12        | Dinas and Dougs                   | bude oznámeno | Jon Rosenbaum                      | Michael J.S. Murphy                                | 17. září 2021      | 14. prosince 2021  | 212       |
| 33           | 13        | Beware the Fright Master!         | bude oznámeno | Joe Nussbaum a Leslie Kolins Small | Dimitry Pompee                                     | 8. října 2021      | 15. prosince 2021  | 206       |
| 34           | 14        | Zeke to the Future                | bude oznámeno | Bridget Stokes                     | Adam Aseraf a Hunter Cope                          | 15. října 2021     | 16. prosince 2021  | 213       |
| 35           | 15        | Adventures in Alien House-Sitting | bude oznámeno | Bridget Stokes                     | Lacey Dyer a Julia Layton                          | 22. října 2021     | 17. prosince 2021  | 214       |
| 36           | 16        | Fountain of Ruth                  | bude oznámeno | Siobhan Devine                     | Joshua Krilov                                      | 29. října 2021     | 20. prosince 2021  | 215       |
| 37           | 17        | Extreme Ruckus                    | bude oznámeno | Siobhan Devine                     | Veronica Rodriguez                                 | 5. listopadu 2021  | 21. prosince 2021  | 216       |
| 38           | 18        | Shoe-Dun-It                       | bude oznámeno | Nimisha Mukerji                    | Ben Glass                                          | 12. listopadu 2021 | 22. prosince 2021  | 218       |
| 39           | 19        | Magic Hours                       | bude oznámeno | Robbie Countryman                  | Hunter Cope a Adam Aseraf                          | 19. listopadu 2021 | 23. prosince 2021  | 219       |
| 40-41        | 20-21     | The Fault in Our Star Night       | bude oznámeno | Joe Nussbaum                       | Lacey Dyer, Julia Layton, Mike Alber a Gabe Snyder | 26. listopadu 2021 | 24. prosince 2021  | 220-221   |